# Torneio Rio-São Paulo 1961
In 1961 werd het dertiende Torneio Rio-São Paulo gespeeld voor clubs uit Rio de Janeiro en São Paulo. De competitie werd gespeeld van 1 maart tot 23 april. Flamengo werd kampioen. 

## Eerste fase

### Groep A
| Plaats | Club        | Wed. | W | G | V | Saldo | Ptn. |
| ------ | ----------- | ---- | - | - | - | ----- | ---- |
| 1.     | Santos      | 9    | 7 | 1 | 1 | 30:9  | 15   |
| 2.     | Corinthians | 9    | 5 | 1 | 3 | 20:13 | 11   |
| 2.     | Palmeiras   | 9    | 4 | 3 | 2 | 15:12 | 11   |
| 4.     | São Paulo   | 9    | 2 | 3 | 4 | 12:15 | 7    |
| 5.     | Portuguesa  | 9    | 1 | 1 | 7 | 9:25  | 3    |

|  | Gekwalificeerd voor tweede fase |

### Groep B
| Plaats | Club          | Wed. | W | G | V | Saldo | Ptn. |
| ------ | ------------- | ---- | - | - | - | ----- | ---- |
| 1.     | Botafogo      | 9    | 5 | 1 | 3 | 20:14 | 11   |
| 2.     | Vasco da Gama | 9    | 5 | 0 | 4 | 19:19 | 10   |
| 2.     | Flamengo      | 9    | 5 | 0 | 4 | 12:20 | 10   |
| 4.     | Fluminense    | 9    | 4 | 0 | 5 | 19:18 | 8    |
| 5.     | America       | 9    | 2 | 0 | 7 | 13:24 | 4    |

|  | Gekwalificeerd voor tweede fase |

## Tweede fase
| Plaats | Club          | Wed. | W | G | V | Saldo | Ptn. |
| ------ | ------------- | ---- | - | - | - | ----- | ---- |
| 1.     | Flamengo      | 3    | 3 | 0 | 0 | 10:2  | 6    |
| 2.     | Botafogo      | 3    | 2 | 1 | 0 | 3:1   | 5    |
| 3.     | Vasco da Gama | 3    | 2 | 0 | 1 | 4:2   | 4    |
| 4.     | Palmeiras     | 3    | 1 | 1 | 1 | 2:3   | 3    |
| 5.     | Santos        | 3    | 0 | 0 | 3 | 3:9   | 0    |
| 5.     | Corinthians   | 3    | 0 | 0 | 3 | 0:5   | 0    |

|  | Kampioen |

## Kampioen
| Torneio Rio-São Paulo de 1961 |
| ----------------------------- |
| FLAMENGO (1º titel)           |